# Nagygeresd, Vas
Nagygeresd  este un sat în districtul Sárvár, județul Vas, Ungaria, având o populație de 275 de locuitori (2011). 

## Demografie
Componența etnică a satului Nagygeresd
     Maghiari (96,59%)
     Germani (2,27%)
     Necunoscut (1,14%)
     Alții (1,14%)
Componența confesională a satului Nagygeresd
     Luterani (42,91%)
     Romano-catolici (35,64%)
     Fără religie (1,45%)
     Necunoscută (20%)
Conform recensământului din 2011, satul Nagygeresd avea 275 de locuitori. Din punct de vedere etnic, majoritatea locuitorilor (96,59%) erau maghiari, cu o minoritate de germani (2,27%). Apartenența etnică nu este cunoscută în cazul a 1,14% din locuitori. Nu există o religie majoritară, locuitorii fiind luterani (42,91%), romano-catolici (35,64%) și persoane fără religie (1,45%). Pentru 20,0% din locuitori nu este cunoscută apartenența confesională.